# Jean-Emile Puiforcat

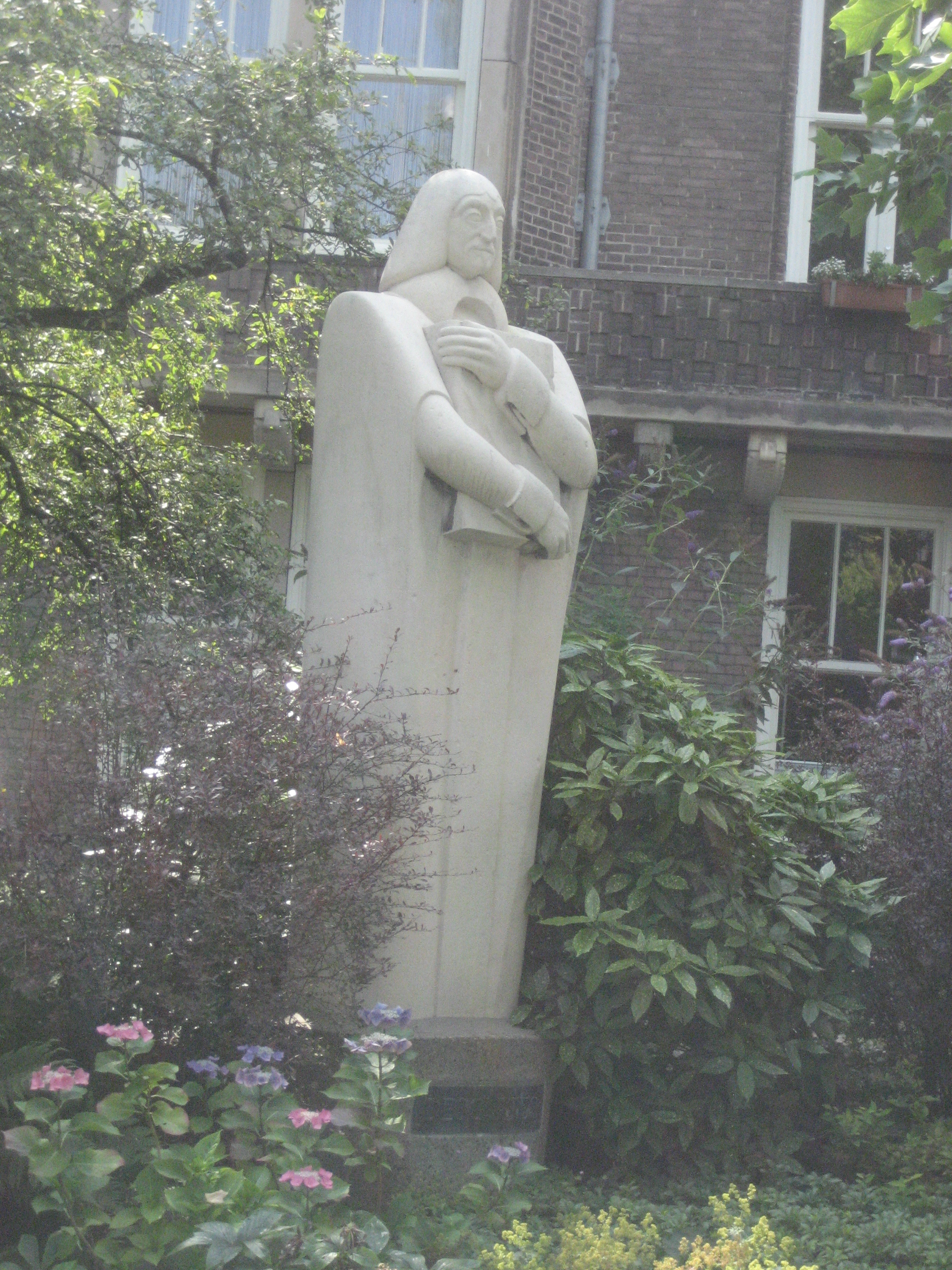
Descartes (Amsterdam)

Jean-Emile Puiforcat (1897 - 1945) fue un diseñador y artista de cuberterías francés. Realizó sus diseños en diferentes cuberterías de plata empleando en ellos un estilo art déco muy revolucionario para la época, ofreciendo a sus piezas una extraña mezcla de sensación de robustez y elegancia, muchos de los trabajos posteriores en orfebrería quedarían influenciados por este autor. Hoy en día se venden sus piezas de cubertería de plata en las subastas de todo el mundo a precios bastante altos.
Su refinada orfebrería ocupa un lugar preponderante en la historia de Francia y hoy sus diseños forman parte del acervo del Museo de Louvre. Fue miembro de la Union des Artistes Modernes, un destacado grupo de arquitectos, decoradores y diseñadores en su mayoría de origen francés.
En 1942 la familia Puiforcat se instala por un tiempo en la Ciudad de México.